# László Szőgyény-Marich (1806-1893)

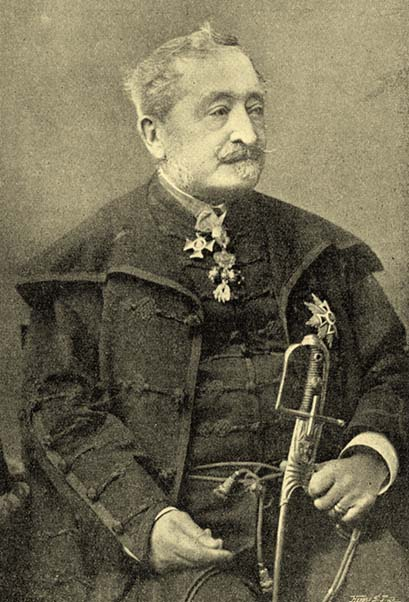
László Szőgyény-Marich

László Szőgyény-Marich de Magyar-Szőgyén et Szolgaegyháza (Pest, 2 januari 1806 – Székesfehérvár, 19 november 1893) was een Hongaars politicus, die van 1883 tot 1884 de functie van voorzitter van het Magnatenhuis uitoefende. Daarenboven was hij keizerlijk en koninklijk kamerheer, geheimraad, ridder van het Gulden Vlies, lid van de Hongaarse Academie van Wetenschappen, koninklijk schatbewaarder en opperste landrechter.
Zijn zoon, graaf László Szőgyény-Marich jr., was een Oostenrijks-Hongaars ambassadeur en diplomaat, en Hongaars Minister Naast de Koning. 

## Biografie
Hij werd in 1806 geboren als László Szőgyény de Magyar-Szőgyén (zonder de naam "Marich") in een adellijke familie, als zoon van Zsigmond Szőgyény en Júlia Pászthory. Hij studeerde aan het Theresianum in Wenen en vervolgens aan de Universiteit van Pest. Op de leeftijd van 18 jaar was hij al doctor in de filosofie. Vanaf 1844 zetelde hij in de Raad van de Koninklijk Hongaarse Hofkanselarij. Vervolgens werd hij benoemd tot koninklijk hofkanselier, maar legde dit ambt neer tijdens de Hongaarse Revolutie van 1848.
Vanaf 1851 was hij lid van het Huis van Afgevaardigden in Wenen, waar hij ervoor ijverde de oude Hongaarse grondwet weer in te voeren. In 1859 was hij vice-voorzitter van het Huis van Afgevaardigden. In 1860 werd hij Hongaars vice-kanselier, maar nam ontslag toen de Hongaarse Landdag werd ontbonden.
Szőgyény-Marich was bestuurslid van de Hongaarse Academie van Wetenschappen sinds 1855. In 1865 werd hij aangesteld als opper-ispán van het comitaat Fejér, een functie die hij uitoefende tot 1883. Hij was bovendien lid van het Magnatenhuis, waarvan hij tot voorzitter werd benoemd toen zijn voorganger György Majláth jr. in 1883 overleed. In 1885 verliet hij de actieve politiek.

### Familie
Hij was getrouwd met Mária Marich de Szolgaegyháza, de enige dochter van István Dávid Marich de Szolgaegyháza en barones Franciska Kray de Topolya. László Szőgyény kreeg de toestemming van koning Frans Jozef om ook de familienaam van zijn echtgenote aan te nemen, waarna de wapenschilden van beide families werden verenigd. Samen hadden ze acht kinderen, van wie de oudste ook László heette. Hun andere zoon, Géza, was lid van het Hongaarse Huis van Afgevaardigden en koninklijk schatbewaarder.